# 懷亞特厄普山

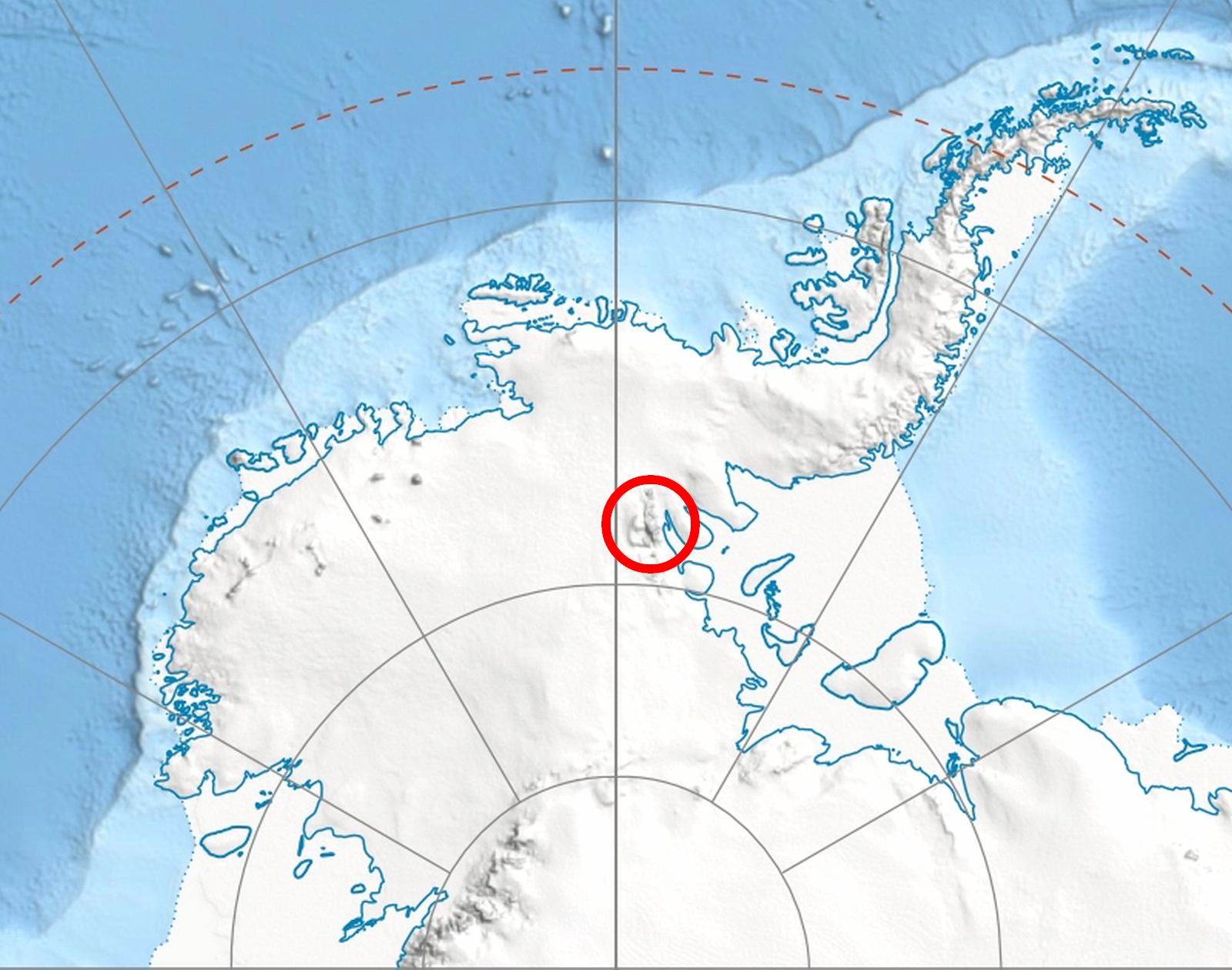

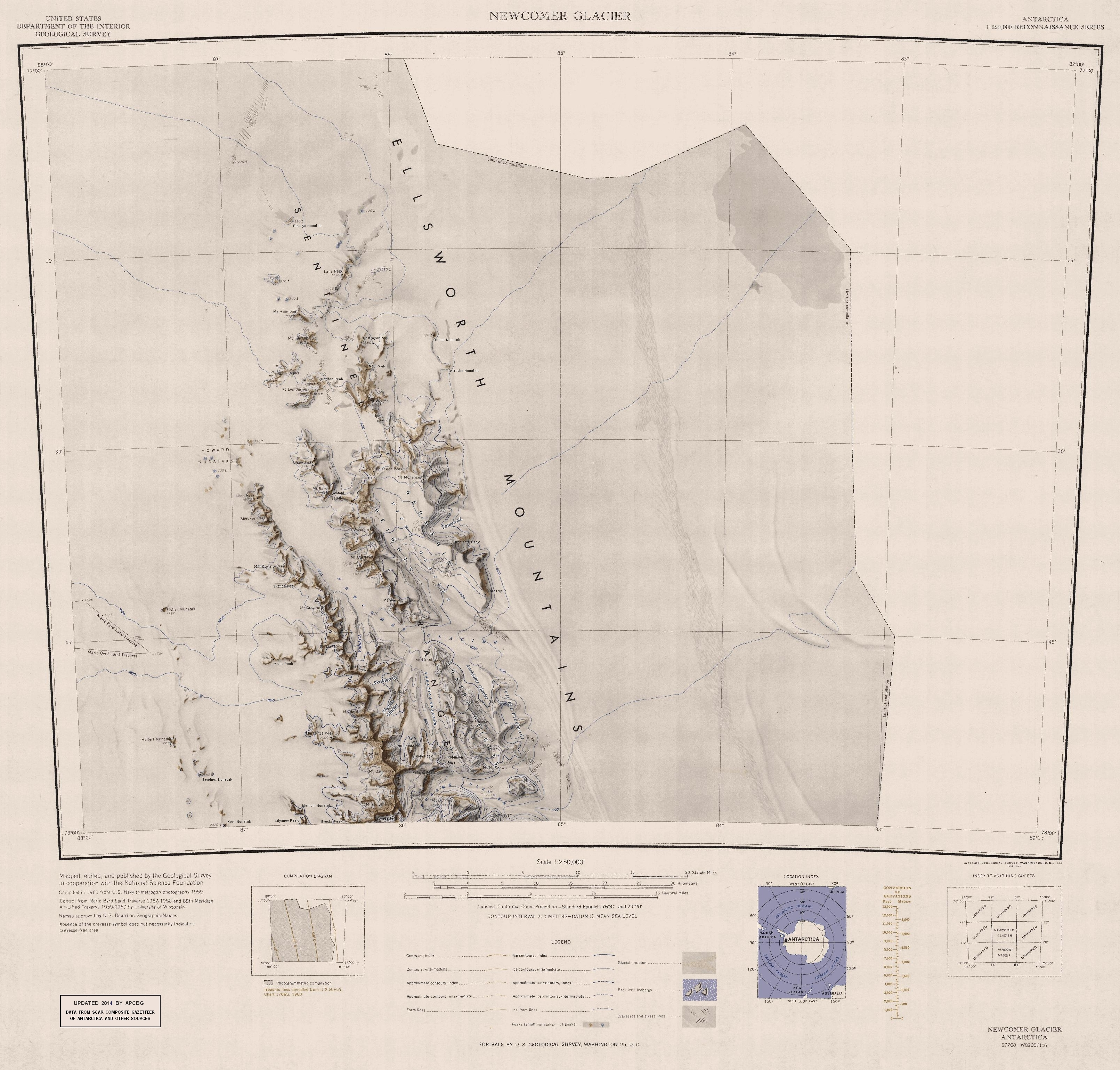

懷亞特厄普山（英語：Mount Wyatt Earp），是南極洲的山峰，位於埃爾斯沃思地，處於厄爾默山西北面6公里，屬於埃爾斯沃思山脈中森蒂納爾嶺的一部分，海拔高度2,370米，在1935年11月23日由美國探險家發現，現時由南極條約體系管理。